# ۱۰۰۹ (میلادی)
۱۰۰۹ (میلادی) هزار و نهمین سال تقویم میلادی است.

## رویدادها
- ویرانی کلیسای مقبره مقدس توسط خلیفه حاکم بامرالله، خلیفه خلافت فاطمی
- سوختن و آسیب جدی به کلیسای جامع ماینتس بر اثر آتش سوزی

## درگذشتگان
- ژان هجدهم، پاپ کلیسای کاتولیک روم

‎